# Aysenia cylindrica
Aysenia cylindrica är en spindelart som beskrevs av Ramírez 2003. Aysenia cylindrica ingår i släktet Aysenia och familjen spökspindlar. Inga underarter finns listade.